# Tony Gilroy
Anthony Joseph "Tony" Gilroy, född 11 september 1956 på Manhattan i New York, är en amerikansk manusförfattare, regissör och producent. 
Han är son till Frank D. Gilroy och bror till manusförfattarna John Gilroy och Dan Gilroy. Mellan 2002 och 2012 skrev Gilroy manus till Jason Bourne-serien. Han har blivit Oscarsnominerad för bästa regi och bästa originalmanus av filmen Michael Clayton, med George Clooney i titelrollen. Efter att ha varit medförfattare till Star Wars-filmen Rogue One (2016), för vilken han även regisserade de okrediterade ominspelningarna, blev han skapare, show runner, huvudförfattare och exekutiv producent för dess prequel-serie Andor (2022–2025) på Disney+.

## Filmografi (urval)
- 1992 – Kärlek på hal is (manus)
- 1995 – Dolores Claiborne (manus)
- 1996 – Bakom stängda dörrar (manus)
- 1997 – Djävulens advokat (manus)
- 1998 – Armageddon (manus)
- 2000 – Proof of Life (manus och produktion)
- 2002 – The Bourne Identity (manus)
- 2004 – The Bourne Supremacy (manus)
- 2007 – The Bourne Ultimatum (manus)
- 2007 – Michael Clayton (manus och regi)
- 2009 – Duplicity (manus och regi)
- 2009 – State of Play (manus)
- 2012 – The Bourne Legacy (manus och regi)
- 2014 – Nightcrawler (produktion)
- 2016 – Rogue One (manus)
- 2022–2025 – Andor (TV-serie) (manus och produktion)